# Protectorat d'Aixanti
El Protectorat d'Aixanti fou un protectorat britànic sobre el regne (o Imperi) Aixanti.
Després de la guerra de la Banqueta d'Or (1895-1896) el regne Aixanti va quedar sota ocupació militar britànica i integrat en la colònia de la Costa d'Or. L'1 de febrer de 1902 es va declarar el protectorat. L'autoritat local del regne però no fou restablerta fins al 1935. El protectorat va passar a formar part de Ghana a la independència el 6 de març de 1957 com una regió de Ghana, junts a la colònia, el Protectorat dels Territoris del Nord de la Costa d'Or, i el Togo Britànic, amb el regne Aixanti reconegut constitucionalment.